# Gustav von Leonhard
Gustav von Leonhard (Munique, 12 de novembro de 1816 — Heidelberg, 27 de dezembro de 1878) foi um geólogo e mineralogista, professor de Mineralogia na Universidade de Heidelberg e editor de uma importante revista científica de mineralogia, geologia e paleontologia. Foi filho do mineralogista Karl Cäsar von Leonhard.

## Biografia
Leonhard cresceu em Heidelberg e estudou mineralogia e outras ciências naturais com o seu pai, matriculando-se na Universidade de Heidelberg. Em 1840, doutorou-se naquela Universidade com a dissertação intitulada Mineralogisch-geognostische Beschreibung der Umgegend von Schriesheim, mit besonderer Berücksichtigung der an der Bergstraße auftretenden Porphyre (Descrição mineralógico-geognóstica da área em redor de Schriesheim, com especial atenção para os pórfiros que ocorrem na Bergstrasse).
Após estudos na Universidade de Berlim, Leonhard habilitou-se em 1841, na Universidade de Heidelberga para a docência. Depois de trabalhar como professor particular em Heidelberg,  em 1853 foi nomeado para a cátedra de Mineralogia na Universidade de Heidelberg.
Após a morte do seu pai, em 1862 assumiu a direção da redação do Neuen Jahrbuchs für Mineralogie, Geologie und Paläontologie (Novo Anuário de Mineralogia, Geologia e Paleontologia) em colaboração com Heinrich Georg Bronn. De 1863 até v. Leonhard falecer em 1878, teve como associado na edição do Anuário, um periódico que havia sido fundado por seu pai.

## Obras
Entre muitas outras, é autor das seguintes obras:
- Über einige pseudomorphosirte zeolithische Substanzen aus Rheinbaiern, nebst allgemeinen Bemerkungen diese Gruppe mineralischer Körper betreffend, 1841 – sobre algumas substâncias pseudomorfas zeolíticas da Baviera Renana.
- Handwörterbuch der topographischen mineralogie, 1843 – manual de mineralogia topográfica.
- Geognostische skizze des grossherzogthums Baden. Ein leitfaden für vorträge in höheren und mittelschulen jeder art, 1846 – esboço geognóstico do Grão-Ducado de Baden.
- Die Quarz-führenden Porphyre, 1851 – quartzo-porfírico.
- Die Mineralien Badens nach ihrem Vorkommen, 1852 – águas termais e seus recursos.
- Grundzüge der mineralogie, 1860 – noções básicas de mineralogia.
- Grundzüge der Geognosie und Geologie, 1863 – noções básicas de geognosia e geologia.
- Katechismus der Mineralogie, 1878 – catecismo de mineralogia.[5][6]
- Mineralogisch-geognostische Beschreibung der Umgegend von Schriesheim, mit besonderer Berücksichtigung der an der Bergstraße auftretenden Porphyre. 1839.
- Geognostische Skizze von Baden. 2 edições: 1846, 1861.
- Beiträge zur mineralogisch-geognostischen Kenntniß Badens. 1853–1854, 3 vol.